# 雨にハ困ります 野じゅく しばらくのそとね
- 雨にハ困ります 野じゅく しばらくのそとね
- 雨にハ困ります 野じゅく 志ばらくのそと寝
- しばらくのそとね

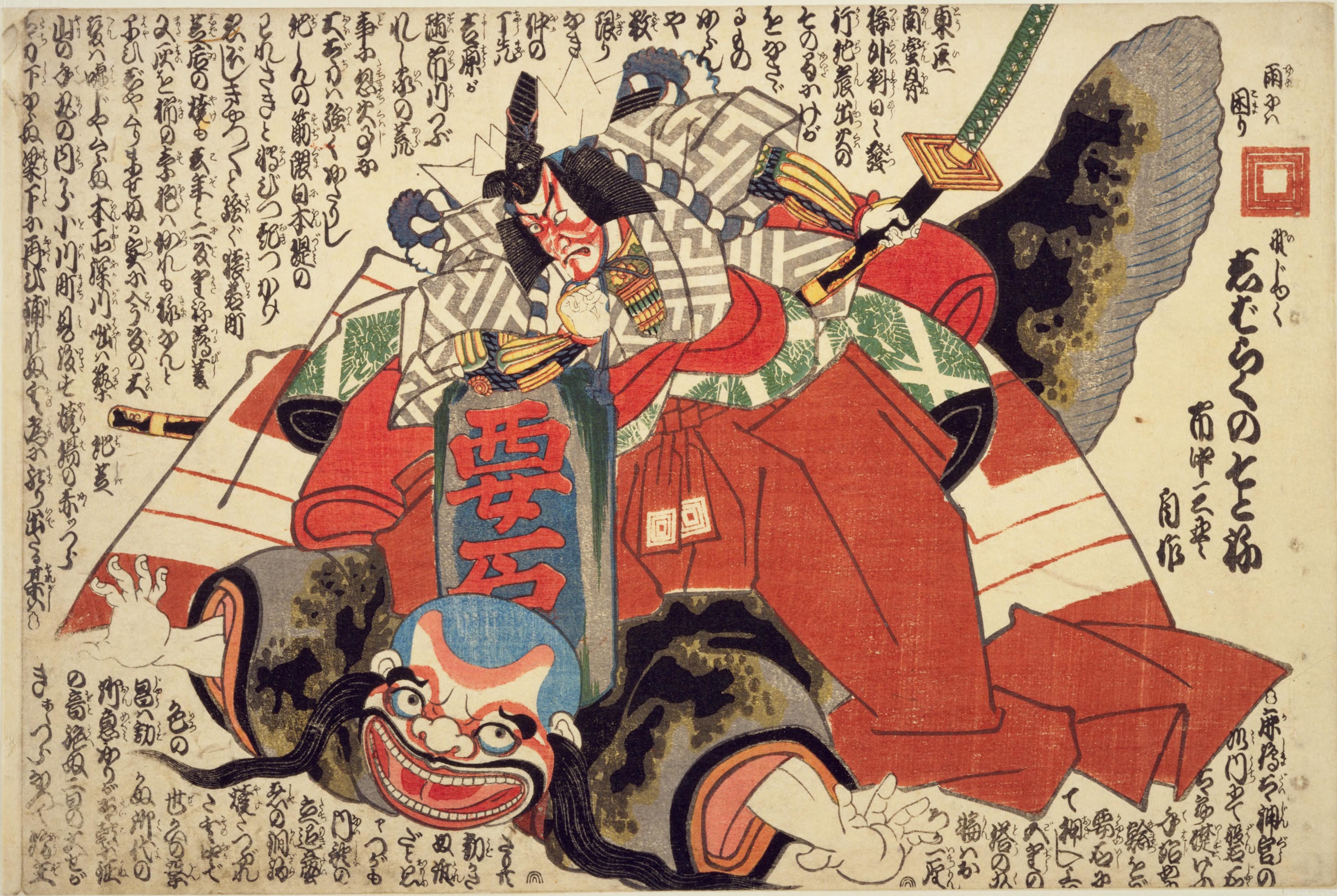
雨にハ困ります 野じゅく しばらくのそとね

『雨にハ困ります 野じゅく しばらくのそとね』（あめにはこまります のじゅく しばらくのそとね）とは、戯作家仮名垣魯文と浮世絵師三代歌川豊国（歌川国貞）による浮世絵。安政2年（1855年）10月2日に発生した安政大地震の後に版行された鯰絵のひとつである。モチーフになっているのは歌舞伎十八番の『暫』である。

## 鯰絵と暫
鯰絵とは、地震の原因を鯰とする地震神話をもとに震災のあとに版行された戯画の事で、特に安政大地震のあとに大量に発行された。歌舞伎をモチーフとした鯰絵は現存するだけで24点を数え、なかでも『暫』は7点と最も多い。『暫』は荒事が特徴で、毎年11月の顔見世狂言で吉例として上演される人気演目であった。
石隈聡美は『暫』をモチーフとした作品が多いことについて、10月という時期的な理由に加えて、超人的なヒーローが悪を懲らしめる勧善懲悪のストーリーが救いの手を望む被災者に受け入れられたとしている。また『暫』はアレンジ性が高い演目であり、多くのパロディが生み出されて民衆に根付いていたことも理由にあげている。
そのなかでも代表作に挙げられるのが本作である。藤澤茜（2013年）は、團十郎は江戸を災厄から守る守護神などと称された事を指摘し、本作には地震除けの護符のような働きがあったとしている。

## 製作者と製作時期
鯰絵は無許可で出版されていたため、版元・作者・絵師などを示す情報が記されていない。本作も同様に作品に製作者が記されていないが、別史料によってそれが明らかになっている稀な作品である。

仮名垣魯文の一代記『仮名反古』に以下のように記される。
この記述が本作であると考えられている。
『仮名反古』によれば、魯文は震災の翌日から鯰絵の草稿を依頼され、その数は5、6日の間に20から30稿に及んだと記されており、本作もそのうちのひとつに数えられる。ただし小松和彦は、こうした記述には多少の誇張が含まれているとしている。気谷誠は、詞書で被災者の施餓鬼法要に触れている事や、毎年11月の顔見世興行で『暫』が演じられていたことを考慮すると、11月初旬に開板された可能性が高いとしている。

## 内容

### 題目

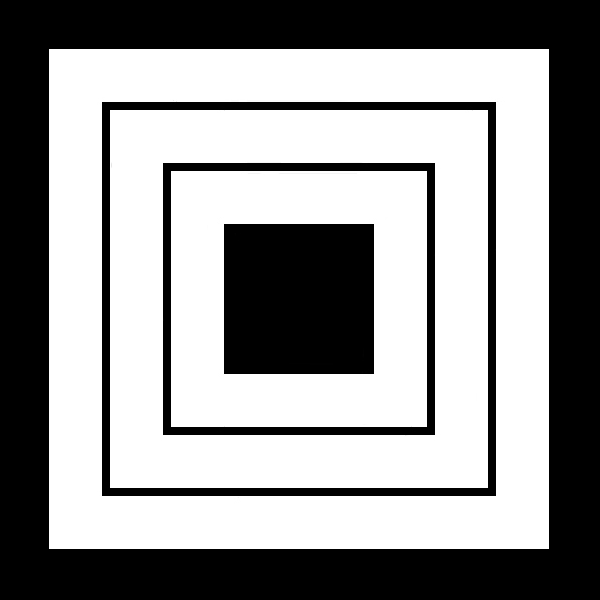
三升

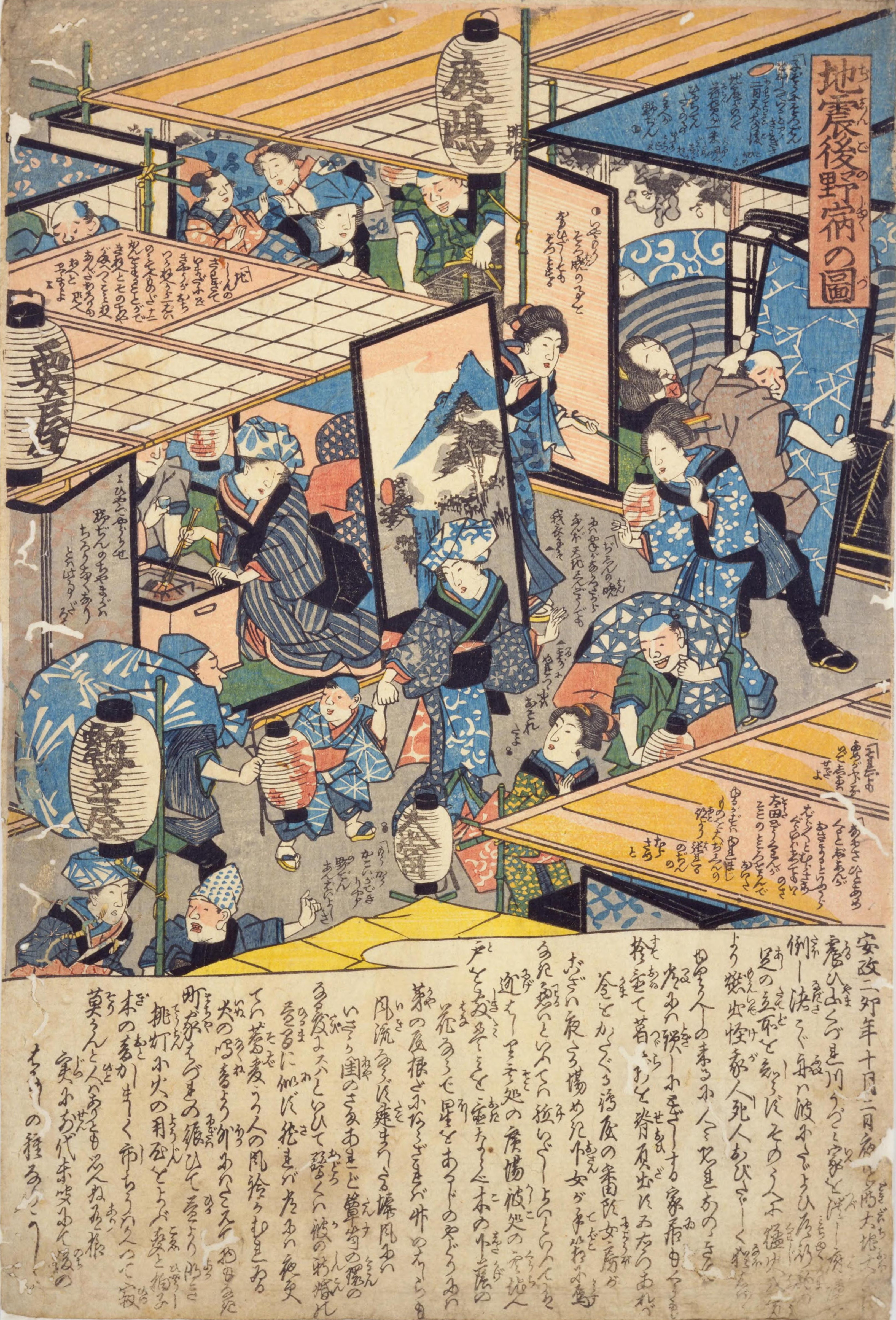
『地震後野宿の図』
仮小屋で野宿する様子を描く鯰絵

『暫』の見どころのひとつは、狡猾な権力者が悪事を働こうとするところで奇抜な衣装に身を包んだ主人公が「しばらく！」と三度声をかけながら花道に登場し、調子よく「つらね」を述べる場面である。この名文句を「暫のつらね」といい、多くの浮世絵に描かれるほど人気を博した。
本作の題名は「暫のつらね」をもじったもので、家屋が倒壊してしまった被災者が野宿を強いられることを「しばらくのそとね（外寝）」と表現している。また「雨にハ困ります」の「ます」は市川宗家の家紋である三升（みます）で表記している。
作者は「市中三畳」の自作と記される。これは市中に作られた仮小屋の広さが三畳分であることの比喩であるとともに、市川三升（いちかわさんしょう）をもじった名前でもある。三升は名跡市川團十郎が代々継いでいる俳号である。『暫』を演じる際には慣例として台詞を自作したが、その際にこの俳号を用いた。

### 詞書
詞書も「暫のつらね」のパロディである。『暫』は明治に至り正式な演題になるまでは『参会名護屋』の一場面で、決まった台本がなく一定の型の中で自由に演じられていた。「暫のつらね」も毎回新しいものが創られたが「東夷南蛮北狄西戎四夷八荒、天地乾坤その間に、あるべき者の知らざらんや」から始まり「ホホ、敬って申す」で終わるという共通点があった。これに屋号や座名などを入れて興行の独自性をもたせたり、言葉遊びや早口言葉などを採り入れたアレンジが加えられるのが常であった。この決まりは民衆に広く知られており、戯作者によっていくつものパロディが作られて出版されていた。
本作の詞書では「暫のつらね」をもじり、芝居小屋の被害や江戸の火災について記されている。全体が五七調でリズムが良く、掛詞も多く娯楽性が高い文章になっている。
「東医 南蛮 骨接 外料日々発行」は「東夷南蛮北狄西戎四夷八荒」に掛けて震災後の医療需要に触れたもので、怪我をしなかった者はいなかったと記す。
続いて被害の多かった町名を挙げる。「先吉原が随市川」は、吉原が大破したことへの言及であるが、團十郎が「江戸随一川」と称されていたことに掛けている。「つぶれし家の荒事」は、家屋倒壊の様子を市川家の荒事に掛けて表現したものである。
「芝居の焼も去年と二度と」は、猿若町の芝居小屋が去年に続いて再び焼失したことへの言及である。前年にあたる安政元年11月5日に聖天町から出火し、江戸三座が類焼していた。
「罷り出たる」は名乗り上げの決まり文句であるが、再び梁の下敷きにならぬよう這い出した様子に掛けている。主人公の名前は『暫』の台本が定まった今日では「鎌倉権五郎景政」に統一されているが、それ以前は様々な名前を名乗っていた。本作の名乗りである「盤石太郎礎」は「般若五郎照秀」をもじったもので、要石に掛けている。
「五重の塔の九輪ハおろか」は、震災で五重塔の相輪が折れ曲がったことへの言及である。浅草寺の五重塔に相輪が折れ曲がる被害があったことが、別の浮世絵にも記録されている。
「絶ぬ二日の大せがき」は、被災者を供養する施餓鬼法会への言及である。震災から1月が経った11月2日に修せられている。「つらなつて坊主」は法会に多くの坊主が連なったことを洒落ている。

### 絵画

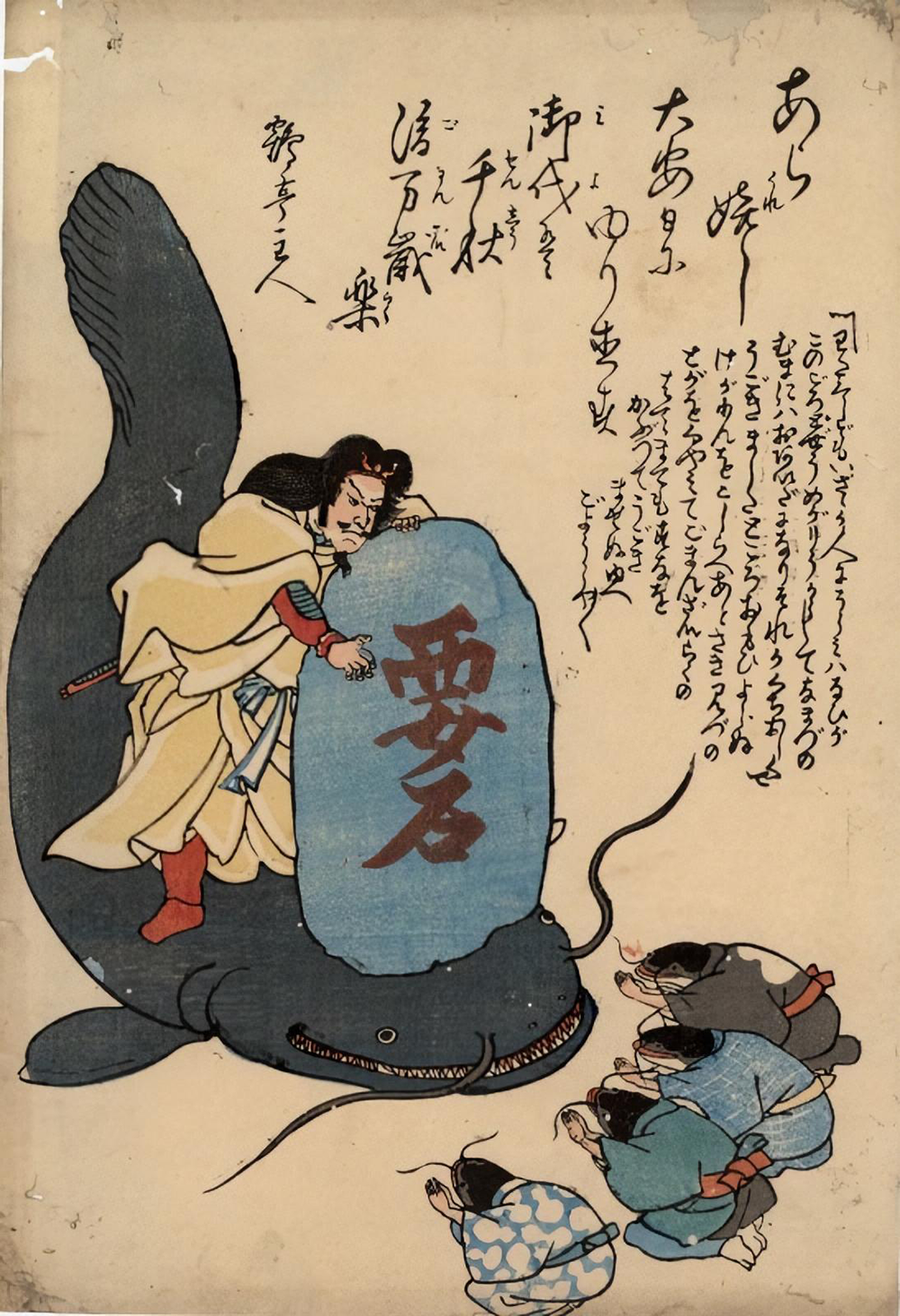
『あら嬉し大安日にゆり直す』
本作と同様、鹿島大明神が要石で大鯰を抑える構図の鯰絵。

画題は「地震を起こす大鯰を鹿島大明神が要石で抑えている」という江戸時代の地震神話に基づく場面で、『暫』に重ねてダイナミックな構図で描いている。大鯰は『暫』に登場する「鯰坊主」、背に乗る鹿島大明神は『暫』の主人公に擬せられている。衣装は柿色に三升があしらわれた素袍で、松葉色に鶴菱紋が染め抜かれている。また本作の主人公が左手に持つ太刀は、鹿島神宮の神宝である長さ2.71メートルの韴霊剣（ふつのみたまのつるぎ）と『暫』の主人公が手にする六尺八寸の大太刀のイメージを重ねたものである。太刀の鍔も三升の形になっている。
『暫』の鯰坊主の役どころは「居座る主人公を引っ立てようとするが、逆に手始めに退治される」という道化役である。この鯰坊主は地震鯰のイメージを重ねて演じられていた。たとえば天明2年（1782年）の『暫』に登場した鯰坊主「入道幽慶」には次のような台詞がある。
このように鯰坊主はもともと地震鯰との関連性が強いキャラクターであり、本作以外にも数例確認されている。本作はそのなかでも名品に挙げられる。
また本作の構図は大津絵の瓢箪鯰の影響も受けている。瓢箪鯰は瓢箪でぬるぬるした鯰を抑えようとする猿を滑稽に描く民俗絵画で、大津宿の土産物として全国に広まり広く認知されていた。そのため本作以外の鯰絵にも好まれたモチーフであった。また、文政11年（1828年）には瓢箪鯰を題材にした歌舞伎も演じられている。本作では主人公が鯰坊主に乗り、瓢箪の代わりに要石を鯰坊主の首元に打ち据えて右腕で抑え込む構図になっている。

## 主人公のモデル

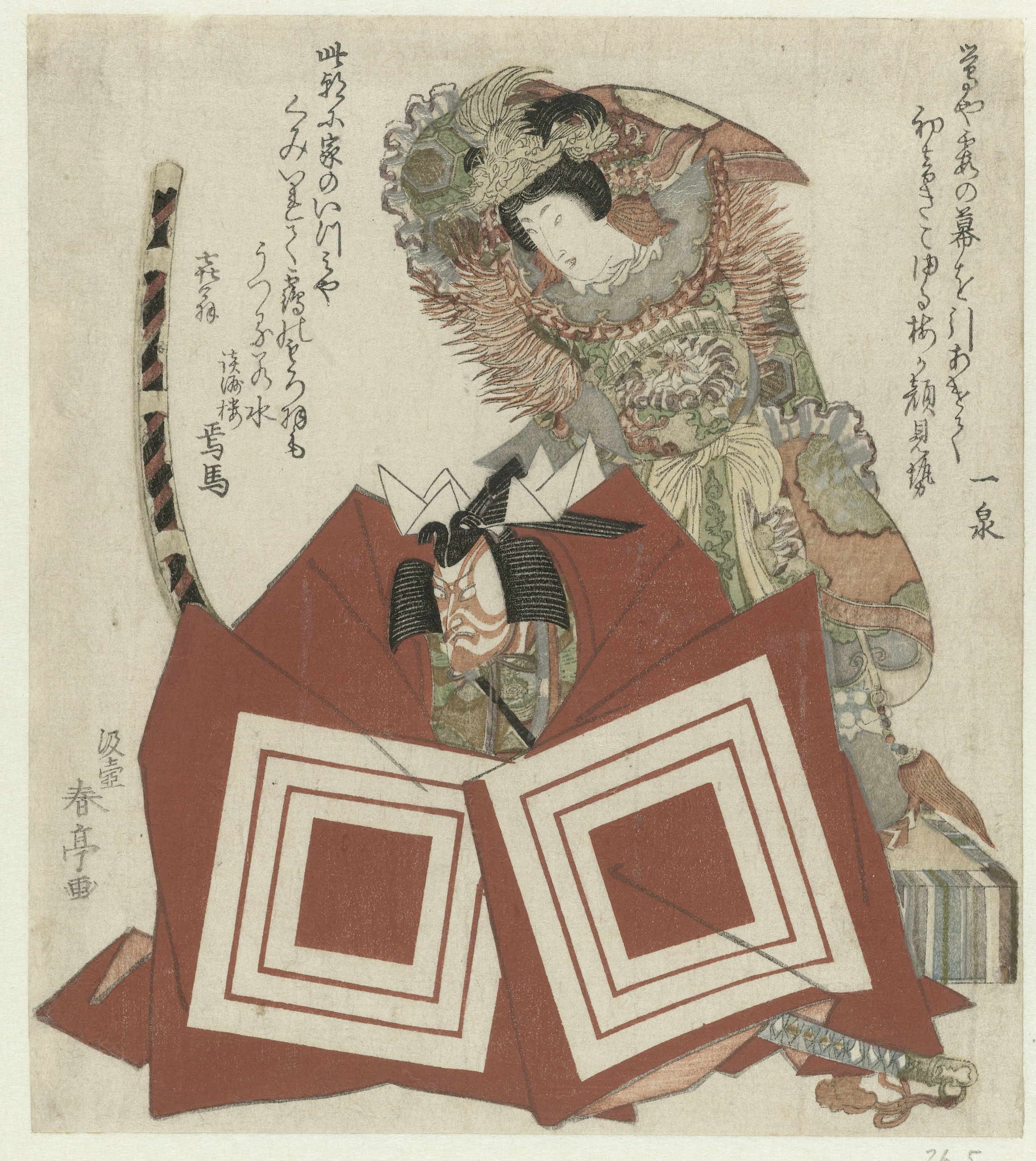
七代目市川團十郎の『暫』
勝川春亭

主人公のモデルは『仮名反古』に七代目市川團十郎と記される。本作が製作された前年に八代目市川團十郎が自殺し、震災当時でも團十郎の名跡が途絶えていた。いっぽうで当時の七代目は、八代目に名跡を譲ったあと五代目市川海老蔵を名乗って地方巡業をしていた。
『暫』は七代目によって歌舞伎十八番に入れられ、毎年11月に中村座で行われる顔見世で演じられる人気公演であったが、八代目が慣例を破り弘化2年（1845年）に河原崎座で演じると上演が途絶えてしまっていた。気谷誠は、七代目の錦絵と本作の主人公の顔が似ているとしたうえで、七代目が江戸に帰還し團十郎に戻るという願いを込めたと推測する。